# ペニシロペプシン
ぺニシロペプシン(Penicillopepsin, EC 3.4.23.20)は、以下の化学反応を触媒する酵素である。
ペプシンAと類似した、P1位とP1'位に疎水性残基を持つものを好む幅広い基質特異性でタンパク質を加水分解するが、インスリンB鎖のGly20-Gluも切断する。乳を凝固させる。トリプシノーゲンを活性化する。
この酵素は、Penicillium janthinellumに存在する。